# Scrittura visigotica

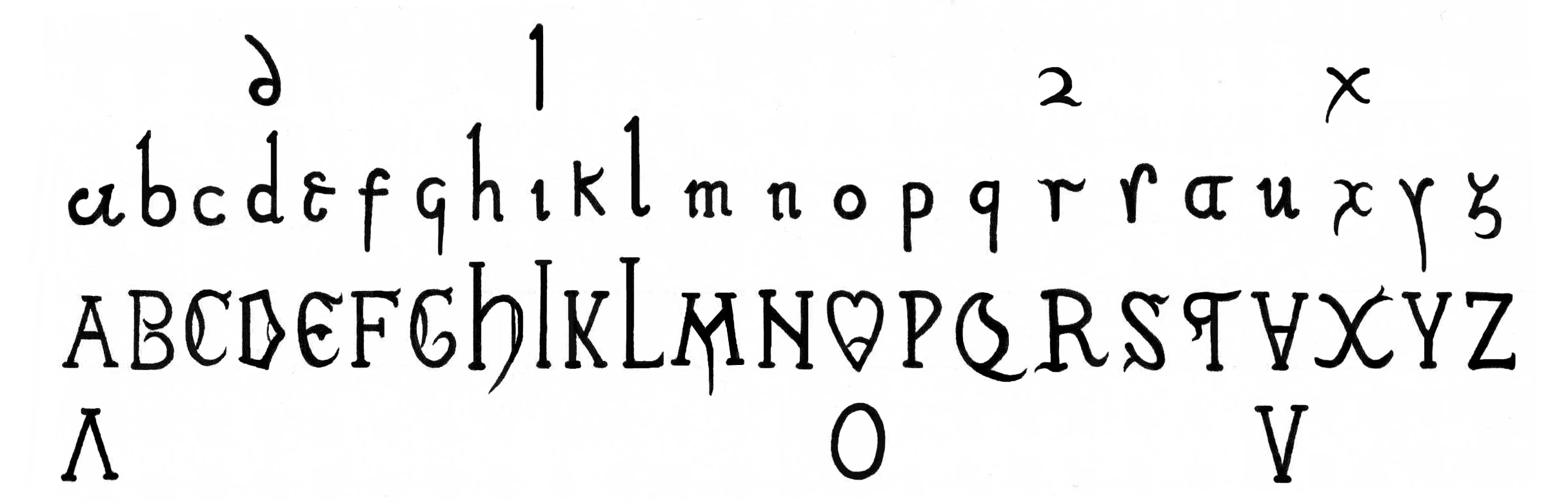
Alfabeto latino in scrittura visigotica

La scrittura visigotica fu la più comune grafia dell´alfabeto latino utilizzata nella Penisola Iberica (oggi Spagna e Portogallo) e nel sud della Francia in età medievale, in particolare tra il tardo VII secolo e il XIII secolo e nei territori una volta appartenuti al regno visigotico. È anche chiamata littera toletana o littera mozarabica.

## Storia
Tra il V e l'VIII secolo le caratteristiche che saranno distintive della scrittura visigotica si svilupparono gradualmente e naturalmente, senza alcun intervento pubblico e normativo, a partire dal corsivo latino utilizzato nell´area nel tardo impero romano.
Questa grafia fu successivamente influenzata (e influenzò) altre grafie del latino medievale (come la scrittura beneventana, la minuscola merovingica, la minuscola carolina) e presentò delle varianti regionali. Le due più note furono quella settentrionale (“Leonese”) e quella meridionale (“Mozarabica”). La corsiva Leonese fu usata nel nord cristiano mentre la Mozarabica fu usata dai cristiani che vivevano nel sud musulmano. Entrambe si influenzarono vicendevolmente.
A partire dall'XI secolo il suo utilizzo declinò progressivamente.

## Caratteristiche
Particolarità di questa scrittura sono:
- a aperta nella parte superiore (molto simile alla u);
- r e s con tratti similari;
- i molto lunga che assomiglia alla l (elle minuscola);
- d in due forme, una con l'asta scendente verticale ed un'altra con l'asta girata verso sinistra;
- t con tratto superiore che ha una curva ad uncino sulla sinistra;
- g somiglia a quella dell'onciale;
- t assume comunque altre forme quando usata nelle legature e vi sono due differenti legature per i due suoni del ti (“duro” e “morbido”) come pronunciato in ispano-latino durante questo periodo (la stessa caratteristica è presente anche in altre scritture, come nella beneventana);
- e e r possono presentare forme diverse quando scritte all'interno di legature;
- z visigotica, di particolare interesse, che in seguito all'adozione nella minuscola carolina si trasforma nella c con cediglia, ç.